# Osteria del Curato

Osteria del Curato: in primo piano Osteria del Curato 2. Sullo sfondo Osteria del Curato 1, Osteria del Curato storica

Osteria del Curato è una frazione di Roma Capitale, situata in zona Z. XVIII Capannelle, nel territorio del Municipio Roma VII (ex Municipio Roma X).
Sorge sull'angolo sud-ovest dello svincolo di via Tuscolana con il Grande Raccordo Anulare, nella zona urbanistica 10E Lucrezia Romana (zona "O" 33) e rientra nel piano di Zona n. 31 Osteria del Curato.

## Storia
Nel XVII secolo è documentata la presenza di un casale con un'osteria comunemente detta "del Curato" poiché, secondo la tradizione, un padre curato preparava da mangiare per i contadini della zona..
Agli insediamenti originari nei pressi della fermata Anagnina della linea A della metropolitana di Roma si sono aggiunti quelli di Osteria del Curato 1 (alla fine degli anni '90 piano di Zona B20) e Osteria del Curato 2 (negli anni 2005-06, piano di Zona D6).
L'osteria che dà il nome alla località, era tra le più antiche e famose di Roma. Bartolomeo Pinelli, noto disegnatore e incisore romano del XIX secolo, fece una incisione della località con un suo autoritratto. Posta sulla via percorsa dai carretti che portavano il vino dei Castelli Romani fino in città, era un punto di sosta utile perché isolato nella campagna.
Aveva anche una piccola cappella, come spesso accadeva, per i viandanti e gli abitanti della campagna intorno. Era proprietà della parrocchia e prebenda di San Giovanni in Laterano.
Non si hanno notizie certe sulla prima edificazione, probabilmente assai antica, in quanto posta sulla strada Anagnina, molto utilizzata nel periodo medievale.

## Monumenti e luoghi d'interesse

### Architetture religiose

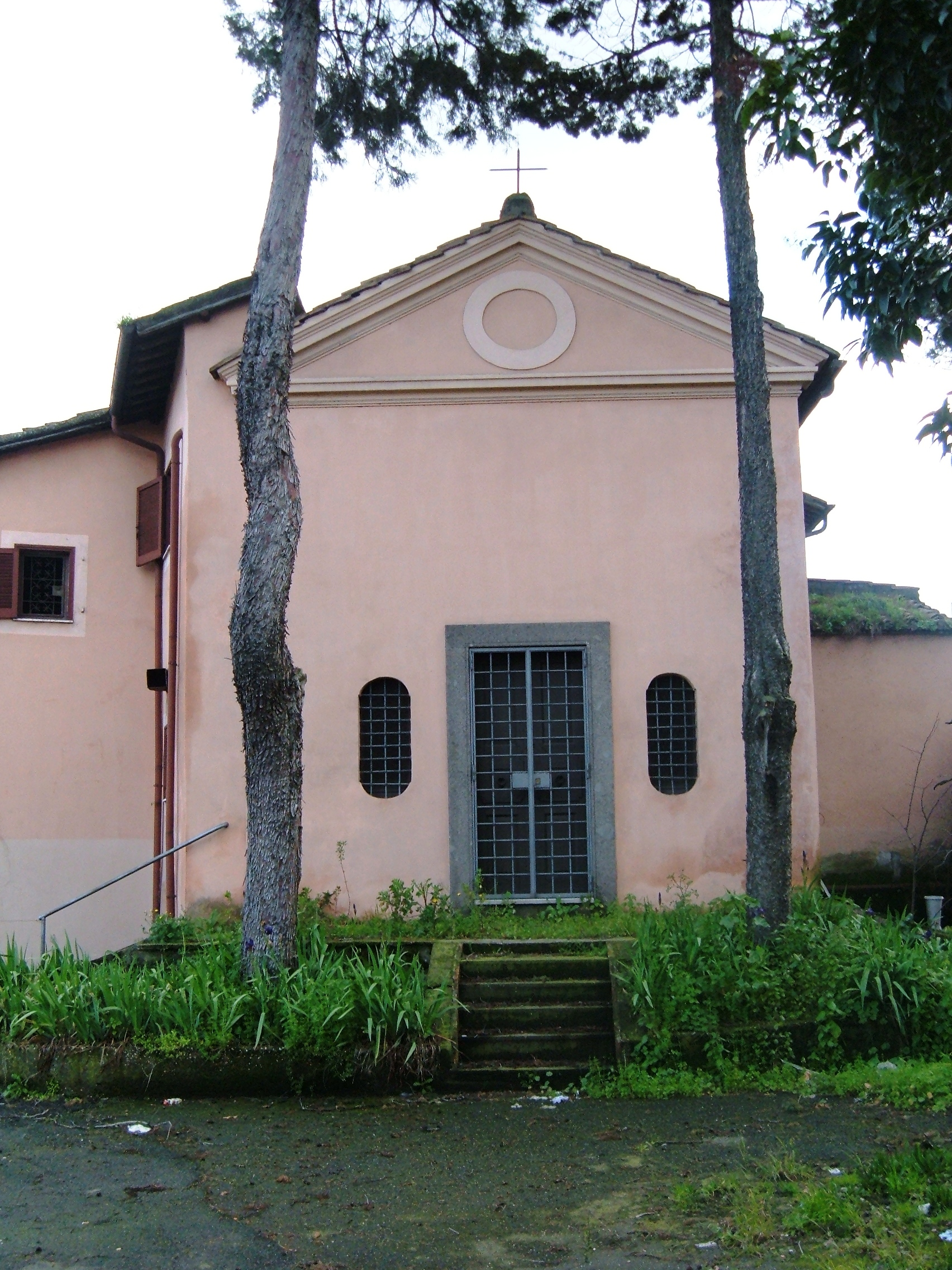
La chiesetta di San Giovanni Battista, in via Tuscolana

- Chiesa di San Giovanni Battista all'Osteria del Curato, su via Tuscolana. Chiesa del XVII secolo.

Chiesa rettoria della parrocchia di San Raimondo Nonnato.
- Chiesa di San Raimondo Nonnato, su via del Casale Ferranti. Chiesa del XX secolo.

Parrocchia eretta il 30 settembre 1964 con il decreto del cardinale vicario Clemente Micara "Paterna sollicitudine".

### Siti archeologici
Nel territorio ci sono aree di notevole interesse archeologico, soprattutto verso la via di Capannelle, dove si trovano i ruderi della Villa dei Sette Bassi, e lungo via del Casale Ferranti.

## Odonimia
Le strade della zona sono dedicate a comuni e località della Calabria. Altre strade, nell'area sud della frazione, sono dedicate a pittori del XX secolo. Vi sono poi alcuni toponimi locali.

## Infrastrutture e trasporti

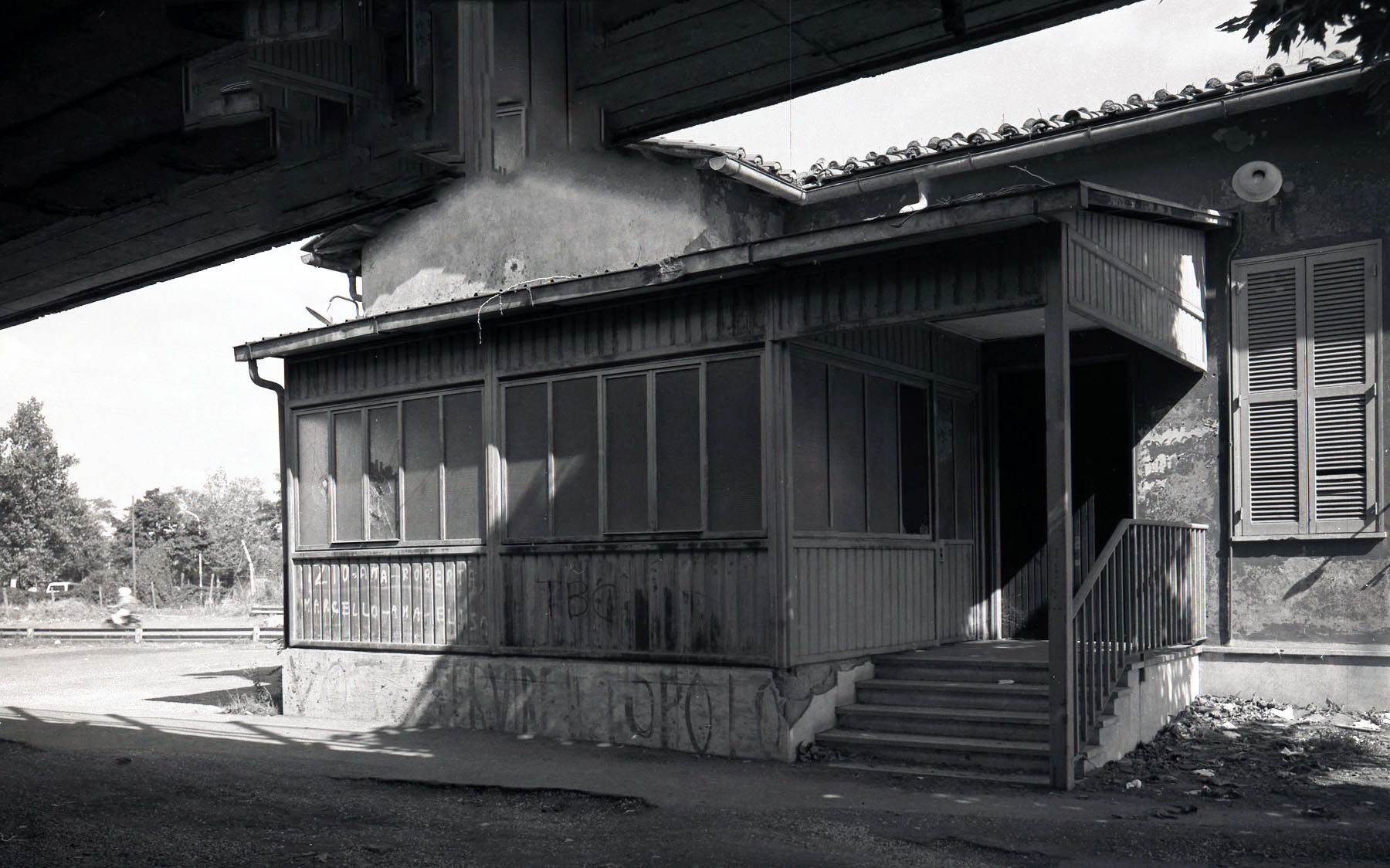
Osteria del Curato locale dismesso servizi tranviari STEFER Roma-Castelli Romani 1986

L'area è servita dalla fermata Anagnina della metropolitana, infrastruttura che nel 1980 sostituì il più esteso collegamento costituito dalla rete delle tranvie dei Castelli Romani.